# يورج أمان
يورج أمان (بالألمانية: Jürg Amann) (ولد في فينترتور في 2 يوليو 1947 - زيورخ 5 أيار 2013) هو أديب سويسري.

## حياته
درس يورج أمان اللغة الألمانية وآدابها والأدب الشعبي الأوروبي وعلوم النشر في جامعتي زيورخ والجامعة الحرة في برلين. حصل على دكتوراه في الفلسفة من جامعة زيورخ في عام 1973، عن أطروحة حول فرانتس كافكا. عمل صحفيا في برلين بين عامي 1974 و1976، بجانب عمله مستشارا فنيا في مسرح زيورخ. تفرغ للكتابة الحرة منذ عام 1976 في زيورخ حيث يعيش حتى الآن.

## أدبه
كتب يورج أمان العديد من الأعمال النثرية والمسرحيات والتمثيليات الإذاعية. وقد تأثر في أسلوبه بفرانتس كافكا وروبرت فالزر، ويهتم في أعماله بوصف الشخصيات المحبطة. وتحمل العديد من كتاباته ملامح من حياته الذاتية، ويتهم أحيانا بإغراقه في ذاته وخروجه عن السياق السردي للشخصيات.
ويورج أمان عضو في «اتحاد كتاب وكاتبات سويسرا» منذ عام 1979، وعضو بمركز بن PEN في جمهورية ألمانيا الاتحادية منذ عام 1999.
وقد حصل على العديد من الجوائز الأدبية منها: جائزة إنجيبورج باخمان في عام 1982، وجائزة كونراد فردياند ماير في عام 1983، وجائزة مؤسسة شيللر السويسرية عامي 1989 و 2001، والجائزة الفنية من مدينة فينترتور في عام 1989.

## من أعماله
- كافكا الرمز 1974
- التصحيح 1977
- هاردينبرج 1978
- التيه، أو صمت روبرت فالزر المفاجئ 1978
- مدرسة الشجرة 1982
- ربيع بوشنر 1983
- المطلوب 1983
- آهٍ...إنها طرق معتمة جدا 1985
- الجنوب الأمريكي 1985
- روبرت فالزر 1985
- غير موجود 1987
- بعد الاحتفال 1988
- العودة 1989
- موت فايديج 1989
- أبو الأم وأبو الأب 1990
- بداية الغضب 1991
- الانعكاس 1991 (بالاشتراك مع فريدريكه مايروكر ويوليان شوتينج)
- شيئان أو ثلاثة 1993
- عن السنين 1994
- ليتنا نعود للحديث عن الحب 1994
- جلومير 1999
- كافكا 2000 (بالاشتراك مع ألبرت شيفر)
- على ضفة النهر 2001
- لا طريق إلى روما 2001 (بالاشتراك مع ألبرت شيفر)

## روابط خارجية
- يورج أمان على موقع مونزينجر (الألمانية)